# Aristida subaequans
Aristida subaequans är en gräsart som beskrevs av Johann es Christoph Christian Döll. Aristida subaequans ingår i släktet Aristida och familjen gräs. Inga underarter finns listade i Catalogue of Life.